# Firgas
Firgas är en kommun på Gran Canaria i provinsen Las Palmas i den autonoma regionen Kanarieöarna i Spanien. Kommunen ligger cirka 13 kilometer väster om Las Palmas de Gran Canaria. Kommunen har 7 688 invånare (2024), på en yta av 16,03 km².
I Firgas finns en vattenkälla som använts i över 500 år. Det ansågs tidigare att vattnet hade en helande verkan. Vattenfabriken producerar 200 000 flaskor mineralvatten om dagen. Det produceras mineralvatten med och utan kolsyra.